# Dubaj gazdasága
Dubaj (Dubai) gazdaságát 46 milliárd amerikai dollár értékűnek becsülték (2006). Az Egyesült Arab Emírségek gazdaságának fő mozgatórugója. Az International Herald Tribune "központilag szervezett szabadpiaci kapitalizmusnak nevezte", ámbár Dubaj gazdasága az olajiparra épült. Az állami jövedelem kőolajból, földgázból származó bevételei jelenleg kevesebb mint 6 százaléka az emirátus GDP-jének. Dubaj a nyugati világ termelőinek egy fontos kapujává vált. Az új város banki és gazdasági központja közvetlenül a tenger mellett van. Dubaj megőrizte fontos 1970-es, 1980-as évekbeli kereskedelmi vonalait. Dubaj városa szabadon kereskedik az arannyal és az 1990-es évek nemesfém "élénk csempészési kereskedelmének" központja volt melyet Indiával folytatott, ahol az arany import korlátozva volt.
Ma Dubaj egy fontos turista célállomás (lásd: Turizmus Dubajban). Jebel Ali az 1970-es években épült. Dubaj növekvő tendenciában fejlődik, központjának szolgáltatói ipara, mint az IT és a gazdasági szektor a Dubaj Nemzetközi Gazdasági Központjával (DIFC). A beszállítás tartógerendája a gyorsan növekvő Emirates Airlines, légitársaság, melyet a kormány 1985-ben alapított és azóta is állami tulajdonban van. A Dubaji nemzetközi repülőtéren található. 28 millió utast szállított a 2006-os évben, 24 milliót 2005-ben.
A Dubaj Internet Várost a TECOM (Dubai Technology, Electronic Commerce and Media Free Zone Authority) részeként kombinálták a Dubaj Média Várossal. Olyan cégek találhatóak itt, mint az EMC Corporation, Oracle Corporation, Microsoft, és az IBM, valamint média szervezetek, mint MBC, CNN, Reuters, ARY és az Associated Press. A Dubaj Tudás Faluja egy oktatási és képzési központ.